# Birmingham
Birmingham (pronuncia [ˈbɜːmɪŋəm], localmente [ˈbɜrmɪŋɡəm]) è una città di 1 157 603 abitanti del Regno Unito. Borgo metropolitano situato nella contea metropolitana delle West Midlands, nell'Inghilterra centrale, è la seconda città britannica più popolata dopo Londra.

## Generalità
Con una popolazione di 1 157 603 abitanti (secondo le stime del 2022) è la seconda città più popolata del Regno Unito, da cui deriva il soprannome second city. Con Wolverhampton, Solihull e le città del Black Country forma il terzo agglomerato urbano del Regno Unito, denominato West Midlands Combined Authority, con una popolazione di 2 919 654 abitanti. Birmingham fa parte della contea del West Midlands che comprende anche la città di Coventry con una popolazione totale di 2.919.600 abitanti. Grazie alle reciproche influenze economiche, l'area metropolitana si estende in effetti molto al di là della contea metropolitana di West Midlands e della stessa regione delle Midlands Occidentali.
La città è conosciuta col nomignolo di Brum (dal nome dialettale "Brummagem"), e i suoi abitanti sono chiamati Brummies; vi si parla un dialetto chiamato Brummie.
È considerata il centro sociale, culturale, finanziario e commerciale delle Midlands. Birmingham ha solo piccoli fiumi che la attraversano, principalmente il fiume Tame e i suoi affluenti Rea e Cole.
Sede di mercato del Warwickshire nel periodo medievale, Birmingham è cresciuta con l'Illuminismo delle Midlands del XVIII secolo e grazie alla successiva rivoluzione industriale, che vide progressi nella scienza, nella tecnologia e nello sviluppo economico, producendo una serie di innovazioni che hanno gettato molte delle basi della moderna società industriale. Nel 1791 venne considerata "la prima città manifatturiera del mondo". Il profilo economico distintivo di Birmingham, con migliaia di piccoli lavoratori che praticano un'ampia varietà di mestieri specializzati e altamente qualificati, incoraggiò livelli eccezionali di creatività e innovazione e fornì una base economica per la prosperità che durò fino all'ultimo quarto del XX secolo. Il motore a vapore di James Watt è stato inventato a Birmingham.
L'elevato livello di mobilità sociale che ne risultò promosse anche una cultura del radicalismo politico che, sotto i leader da Thomas Attwood a Joseph Chamberlain, le avrebbe conferito un'influenza politica senza pari in Gran Bretagna, seconda solo a Londra, e un ruolo fondamentale nello sviluppo della democrazia britannica. Dall'estate del 1940 alla primavera del 1943, Birmingham fu pesantemente bombardata dalla Luftwaffe in quello che è noto come il Birmingham Blitz. I danni arrecati alle infrastrutture cittadine, oltre a una deliberata politica di demolizione e di nuova costruzione da parte dei pianificatori, hanno portato ad un'ampia rigenerazione urbana nei decenni successivi.
L'economia di Birmingham è ora dominata dal settore terziario. La città è un importante centro commerciale internazionale e un importante polo per trasporti, vendita al dettaglio, eventi e conferenze. La sua economia metropolitana è la seconda più grande del Regno Unito con un PIL di $ 121,1 miliardi. Le sue sei università, tra cui la più famosa Università di Birmingham, ne fanno il più grande centro di istruzione superiore nel paese fuori da Londra. Le principali istituzioni culturali ed artistiche di Birmingham - la City of Birmingham Symphony Orchestra, il Birmingham Royal Ballet, il Birmingham Repertory Theatre, la Biblioteca di Birmingham e il Barber Institute of Fine Arts - godono di una reputazione internazionale, e la città ha un'arte di base vivace e influente riguardante: arti musicali, letterarie e culinarie. La città ha ospitato i Giochi del Commonwealth del 2022.
Nel 2021, Birmingham era la terza città più visitata del Regno Unito da visitatori stranieri.

## Etimologia
Il nome Birmingham deriva dall'antico inglese Beormingahām, che significa la casa o l'insediamento dei Beormingas - una tribù o clan il cui nome significa letteralmente "popolo di Berna" e che potrebbe aver formato una delle prime unità dell'amministrazione anglosassone. Beorma, da cui prende il nome la tribù, avrebbe potuto essere il suo leader al tempo dell'insediamento anglosassone, un antenato condiviso o una mitica polena tribale. I toponimi che terminano in -ingahām sono caratteristici degli insediamenti primari stabiliti durante le prime fasi della colonizzazione anglosassone, suggerendo che Birmingham esisteva probabilmente già all'inizio del VII secolo. Gli insediamenti circostanti con nomi che terminano in -tūn (fattoria), -lēah (radura boschiva), -worð (recinto) e -field (terreno aperto), sono probabilmente insediamenti secondari creati dalla successiva espansione della popolazione anglosassone, in alcuni casi forse su siti britannici precedenti.

## Storia

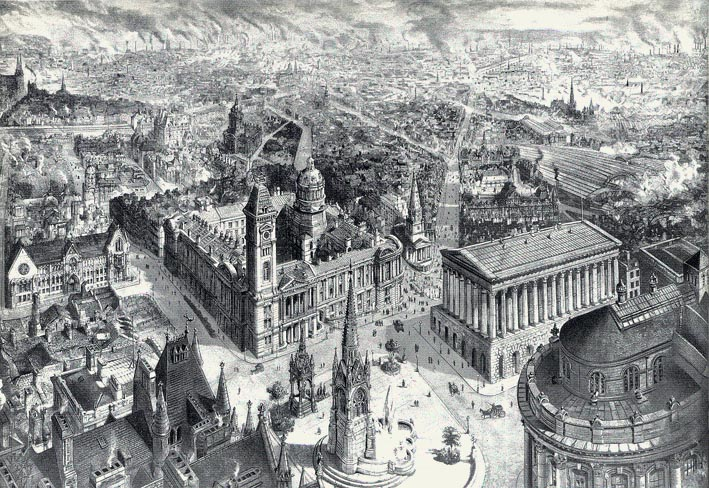
Birmingham nel 1886.

L'area occupata oggi dalla città è stata abitata per millenni. Ma una vera e propria città si è sviluppata solo in seguito alla rivoluzione industriale.
Birmingham da piccolo villaggio agricolo anglo-sassone (il suo nome in lingua anglo-sassone, Beormingahām, significava "fattoria della famiglia/stirpe di Beorm") crebbe fino a diventare una delle maggiori città industriali e commerciali di tutta la Gran Bretagna.
Nell'area di Birmingham sorgevano al tempo dell'Impero romano strade, accampamenti e forti militari. Il forte di Metchley fu costruito dai romani nell'area dell'attuale università di Birmingham alla confluenza di una strada diretta a nord verso Wall nello Staffordshire e due strade dirette a sud, una verso le saline di Droitwich Spa e l'altra verso Alcester. Il forte fu fatto costruire dal governatore Publio Ostorio Scapula al tempo della conquista della Britannia e fu abbandonato nel corso del I secolo.
Nel Domesday Book del 1086 viene per la prima volta censito il piccolo villaggio esistente nell'area che aveva un valore di soli 20 scellini.
Nel XII secolo Birmingham concesse la prima licenza per la creazione di un mercato, che prese il nome di Bull Ring (Anello del toro) e che nel corso dei secoli si sviluppò sempre più.
A partire dal XVI secolo l'estrazione del ferro e del carbone rese possibile lo sviluppo di industrie per la lavorazione dei metalli. Nel XVII secolo la città divenne un importante nodo industriale con particolare vocazione alla costruzione di armi leggere, il cui commercio si concentrò nell'area nota come Gun Quarter.
Durante la rivoluzione industriale (dalla metà del XVIII secolo in poi), la città divenne rapidamente uno dei maggiori centri industriali della Gran Bretagna. Diversamente che in molte altre città inglesi, come Manchester, l'industria qui fondò il suo sviluppo, in primo luogo, su piccole officine piuttosto che su grandi fabbriche o manifatture.

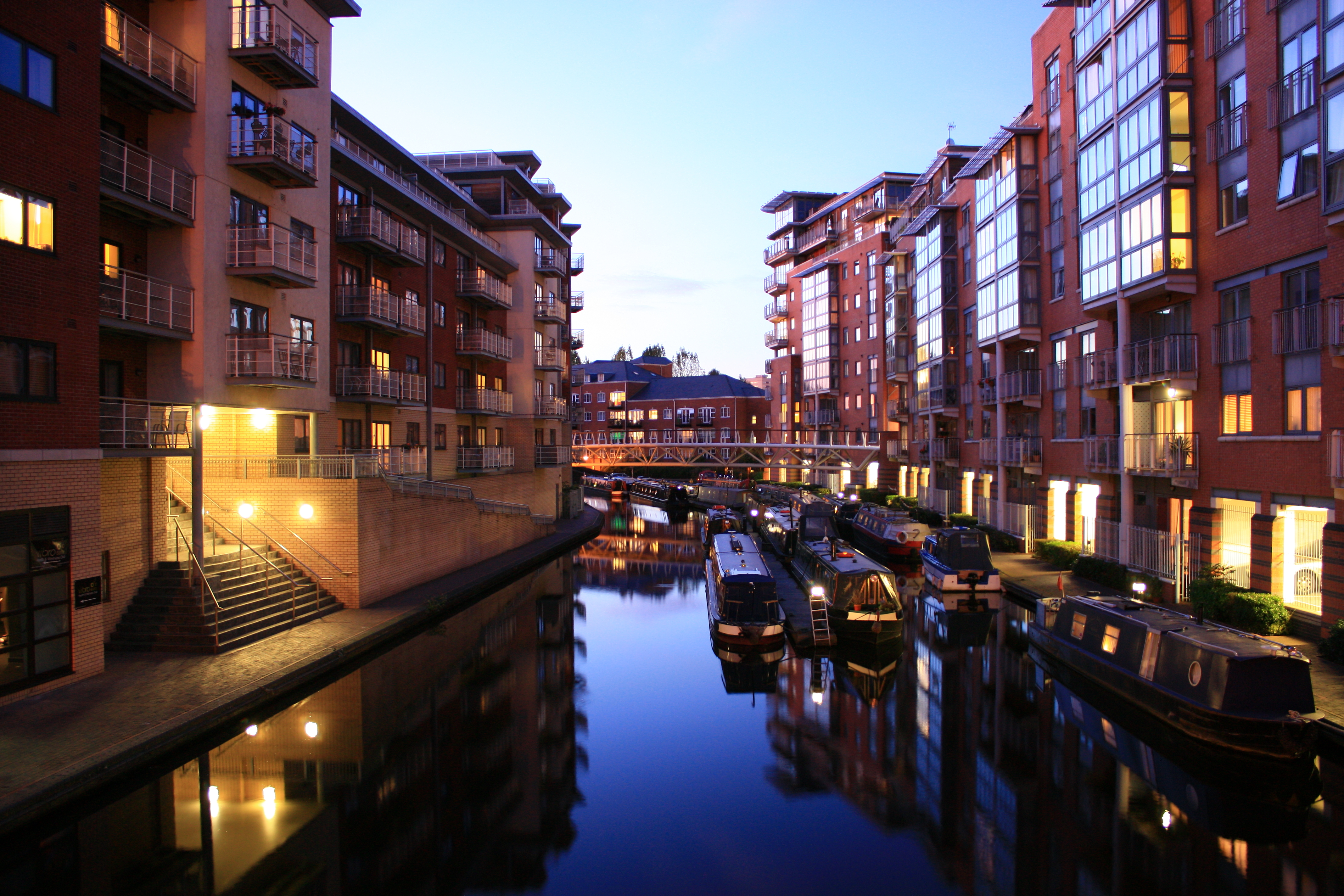
Appartamenti sui canali di Birmingham, nel centro della città.

A partire dal 1760 venne costruita una vasta rete di canali, ulteriormente ampliata a partire dal 1820 per trasportare materie prime e beni finiti. Grazie a tale opere la città possiede oggi un'estensione di canali superiore a Venezia.
Nel 1837 fece la sua comparsa una delle prime ferrovie, con l'apertura della Grand Junction Railway e successivamente la London and Birmingham Railway; presto la città fu collegata ad ogni parte della Gran Bretagna; nel 1854 furono aperte due stazioni di collegamento della Great Western Railway: la New Street Station, e la Birmingham Snow Hill Station.
Durante l'epoca vittoriana la popolazione crebbe rapidamente fino ad arrivare a mezzo milione di abitanti, la seconda più popolosa città di tutta la Gran Bretagna. Alla città venne assegnato l'appellativo di "città dai mille commerci", grazie alla fitta rete, ormai ben sviluppata, di piccole industrie locali. L'importanza di Birmingham crebbe, e nel 1889 ottenne dalla regina Vittoria il prestigioso riconoscimento di città.
Durante la Seconda guerra mondiale subì gravi danni a causa di pesanti bombardamenti. Tra il 1950 e il 1960 il suo centro fu quasi totalmente ricostruito: uffici, raccordi anulari, strade, sottopassaggi pedonali, a detta di molti una vera e propria "giungla di cemento".
Il 21 novembre 1974 l'Esercito Repubblicano Irlandese (IRA) piazzò bombe in due pub, il "Mulberry Bush" e il "Tavern in the Town", uccidendo 21 civili. La risonanza presso l'opinione pubblica fu molto ampia e il governo inglese venne chiamato ad agire per evitare il ripetersi di attentati.
Negli ultimi anni Birmingham ha subito una grande trasformazione; il centro cittadino è stato profondamente rinnovato e ristrutturato con la costruzione di nuove piazze, con il restauro conservativo di antiche strade, di edifici e canali, la conseguente rimozione di pericolosi sottopassaggi pedonali, ed il successivo risanamento urbano del Bull Ring, il centro commerciale più importante della città, comprendente l'unica e pregevole architettura del nuovo Selfridges.
Nei decenni successivi alla Seconda guerra mondiale, il volto della città è notevolmente cambiato anche a causa di un forte flusso migratorio proveniente da tutto il mondo, principalmente dai paesi del Commonwealth.
La transizione di Birmingham da centro industriale a città di servizi e turismo è ben illustrata dal primo summit dei G8 tenuto presso l'International Convention Centre dal 15 maggio al 17 maggio 1998.

## Economia

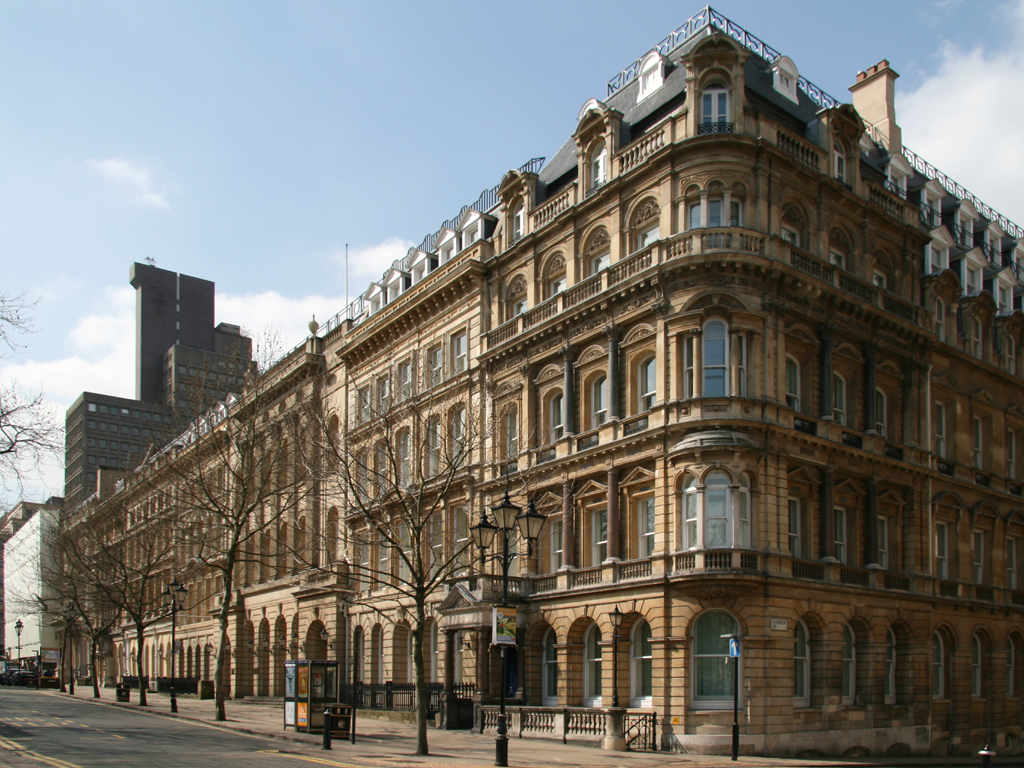
Colmore Row, nel centro direzionale di Birmingham.

Birmingham è stata una grande città industriale. Ma a partire dagli anni settanta del Novecento la sua industria è in netto declino. Nel 2008 solo il 9,8% della sua forza lavoro era impiegata nel settore manifatturiero. Con la crisi iniziata nel 2008 le cose sono ulteriormente peggiorate. Con il declino dell'industria a Birmingham si è definitivamente affermato il settore terziario. Birmingham è un grande centro bancario, assicurativo, commerciale, ricreativo ed educativo (potendo vantare tre università) e rimane pur sempre uno dei maggiori centri industriali del Regno Unito.

### Eredità industriale
L'eredità industriale dell'area di Birmingham si rifà alla rivoluzione industriale, avendo mantenuto viva fino all'inizio del XX secolo la tradizione dei piccoli artigiani, talvolta lavoratori in proprio o spesso a cottimo in officine prese in affitto, a fianco delle grandi industrie nascenti.
Durante la rivoluzione industriale molte fabbriche, fonderie ed aziende prosperavano in città, soprattutto nell'area del Gun Quarter e del Jewellery Quarter (Quartiere dei Gioiellieri), tuttora la più grande concentrazione di gioiellerie d'Europa, e un terzo di tutte le gioiellerie britanniche, nel raggio di un miglio dal centro cittadino.
Fino al 2003, le monete in circolazione in Gran Bretagna erano fabbricate nel Jewellery Quarter presso la Birmingham Mint, la più antica zecca indipendente del mondo, che ancora oggi continua a produrre medaglie e monete commemorative.
In questa città James Watt mise a punto il suo primo motore a vapore, e storicamente le più grandi fabbriche della città sono state associate all'energia, al vapore, all'elettricità, ai trasporti a benzina e alle industrie dei motori.
I lavoratori della città hanno progettato e costruito ferrovie, vagoni, locomotive, biciclette, automobili e persino, cosa insolita per una città così lontana dal mare, navi prefabbricate, poi assemblate altrove, nei cantieri navali in riva al mare.
Birmingham era la sede principale dell'industria automobilistica britannica. Nel 2005 anche la MG Rover ha chiuso il suo impianto di Longbridge. Nel 2008 la Nanjing Automobile che ha rilevato la MG Rover ha iniziato a produrre un numero limitato di vetture MG in quel che è rimasto dell'impianto di Longbridge. Nel 2008 anche il produttore di veicoli commerciali LDV ha cessato la produzione. L'unico impianto automobilistico rimasto a Birmingham è quello della Jaguar a Castle Bromwich.
Altra industria storica di Birmingham è l'industria dolciaria Cadbury situata ancora nello storico stabilimento di Bournville.
Attualmente la città produce veicoli a motore, componentistica, accessori, armi, equipaggiamenti elettrici, plastiche, macchine utensili, alimentari, prodotti chimici, gioielli, e vetro. La ricerca scientifica, tra cui le nanotecnologie presso l'università, è in piena espansione.
Alcuni dei marchi industriali storici legati alla "città dai mille commerci" sono: J. Lancaster & Son, Bakelite, Bird's Custard, Brylcreem, Birmingham Small Arms Company, Cadbury, Chad Valley Toys, Halfords, HP Sauce, Typhoo Tea e Yale & Valor.

### Terziario
A Birmingham hanno sede più di cinquecento studi legali, ed è il secondo mercato assicurativo d'Europa. La città da sola attrae più del 40% di tutti i congressi commerciali di tutta la Gran Bretagna. Due delle più prestigiose banche inglesi sono state fondate in questa città: la Lloyds Bank (ora Lloyds TSB) nacque nel 1765, mentre la Midland Bank (ora parte della HSBC) aprì i battenti a Union Street nell'agosto 1836.
Negli ultimi anni l'economia di Birmingham si è diversificata nei servizi, nella vendita al dettaglio, nel turismo e nel settore congressuale, attualmente il principale ambito di lavoro della città. Ogni anno è meta di molti turisti, e nel 2004 è stata definita, dopo il West End di Londra, la città più indicata per fare acquisti in tutta la Gran Bretagna.
Le principali attrattive turistiche comprendono: il Birmingham Museum & Art Gallery, il Millennium Point, il Bull Ring, il Selfridges Building, Cadbury World, il Tolkien Trail, il Birmingham Royal Ballet, e il National Sea Life Centre.

## Architettura

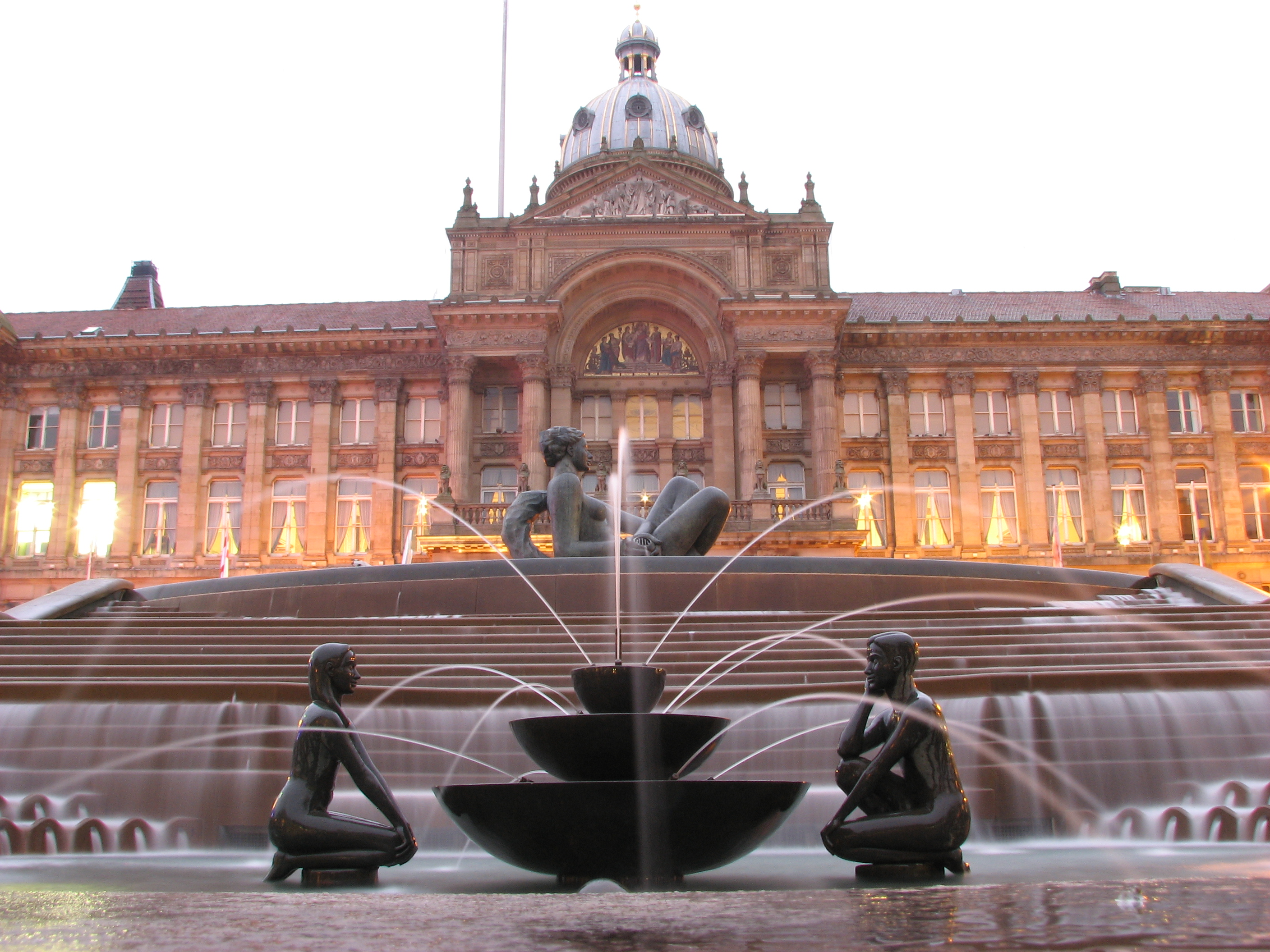
La City of Birmingham Council House, con la scultura di Dhruva Mistry "Il fiume"

Anche se Birmingham esiste come insediamento da più di mille anni, oggi la città è un tipico prodotto dei secoli dal diciottesimo al ventesimo, dato che la sua vera crescita si ebbe con la rivoluzione industriale. Di conseguenza ben pochi edifici risalenti alla storia antica della città sono rimasti in piedi.
Le tracce della Birmingham medioevale si possono osservare nelle chiese più antiche, in particolare nella chiesa parrocchiale di St Martin in the Bull Ring, risalente al XII secolo. L'edificio attuale, iniziato attorno al 1290, fu quasi totalmente ricostruito nel 1870 e conserva dell'originale solo le fondamenta e alcune mura. Sopravvivono pochi altri edifici della stessa epoca e del periodo tudor, tra cui il pub Old Crown (Antica corona) a Digbeth, il pub Saracen' Head (Testa del Saraceno, del XV secolo) e la Old Grammar School a King Norton, ed infine la Blakesley Hall a Yardley.
Durante l'età georgiana (1714-1830) la città crebbe rapidamente, e ancora oggi possiamo ammirare una serie di edifici risalenti a quel periodo. La cattedrale di San Filippo, costruita originariamente su una chiesa parrocchiale, la chiesa di San Paolo costruita nello stile dell'epoca, situata in St. Paul Square, Soho House ad Handsworth, la casa di Matthew Boulton, il Perrot's Folly a Ladywood (si dice che tale edificio abbia ispirato J. R. R. Tolkien) e la Town Hall.
L'età vittoriana vide un rapido incremento delle costruzioni. I più importanti edifici pubblici come il tribunale, la Council House e la Museum & Art Gallery, furono costruiti in gran parte per iniziativa di Joseph Chamberlain, sindaco riformatore della città. La Saint Chad's Cathedral, del 1839, fu la prima cattedrale cattolica costruita in Gran Bretagna dopo la Riforma protestante.
Caratteristica peculiare della Birmingham vittoriana sono i famosi mattoni rossi in terracotta, di cui si possono ammirare diversi edifici ben conservati in New Street e in Corporation Street nel centro della città. La necessità di costruire le case per gli operai, in una città in rapida crescita, fece sorgere miglia e miglia di strade racchiuse fra edifici in mattoni rossi a schiera, alcune delle quali divennero in seguito veri e propri slum.

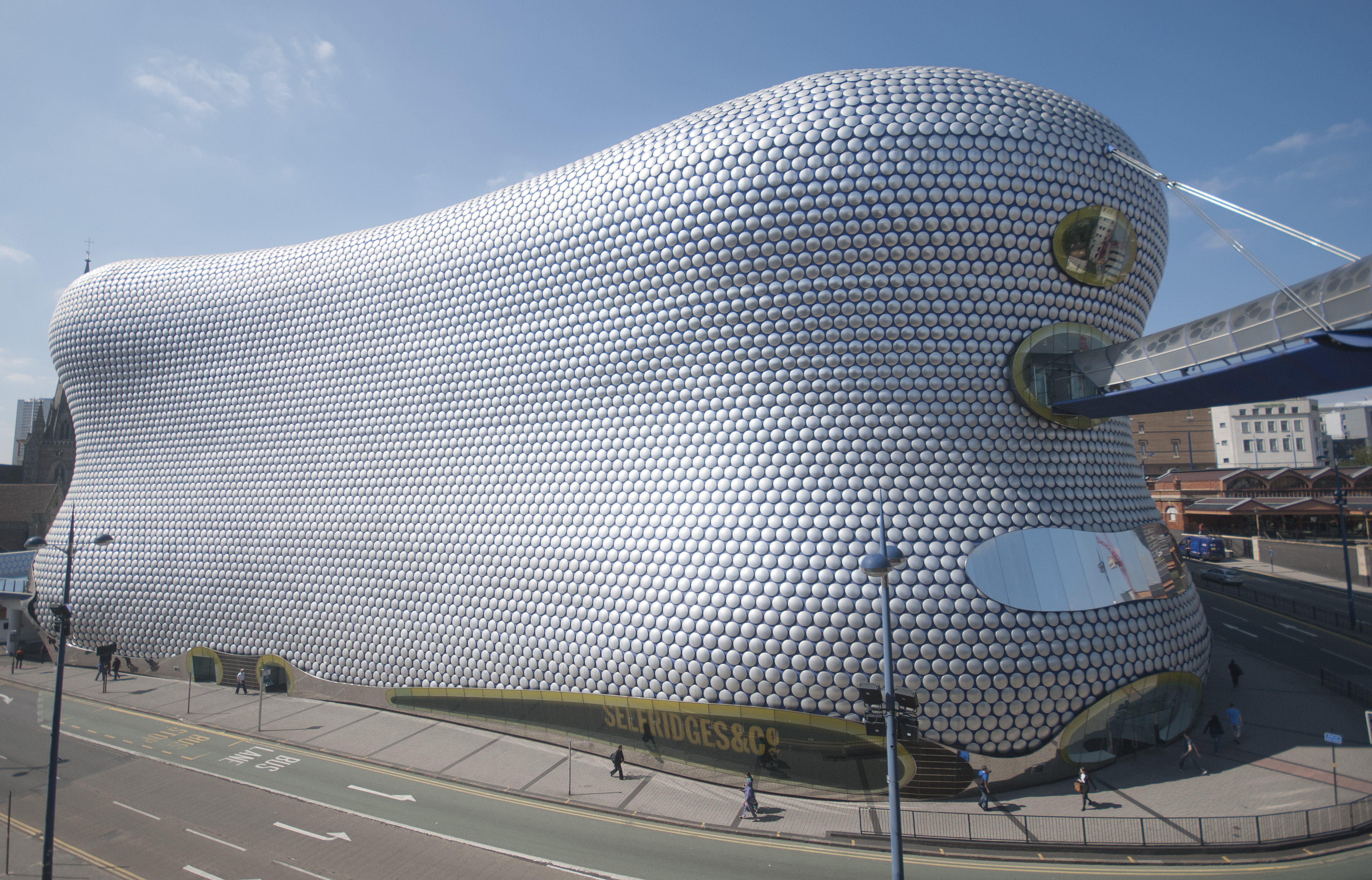
Il Selfridges building

Il continuo crescere della popolazione nel periodo tra le due guerre, vide un forte incremento dell'edilizia residenziale, soprattutto nelle periferie, nelle località di Kingstanding e di Weoley Castle ma la Seconda guerra mondiale e i bombardamenti costarono molte vite e molti edifici; tuttavia altrettanto estesa fu la distruzione avvenuta nella Birmingham postbellica: dozzine di pregiati edifici vittoriani come la New Street Station, col suo tetto a vetri, e la vecchia Central Library furono rase al suolo negli anni cinquanta e sessanta e rimpiazzate da edifici in calcestruzzo di stampo moderno.
Anche nel centro della città molte case vittoriane furono riconvertite, e gli abitanti trasferiti in quartieri-dormitorio come Castle Vale.
Le decisioni urbanistiche degli anni successivi alla guerra ebbero un profondo effetto sull'immagine di Birmingham nei decenni successivi, con la mistura di tangenziali, centri commerciali, quartieri-dormitorio, a richiamare l'immagine della giungla di cemento.
Ma con il tempo la città ha reagito e imparando dai propri errori degli anni sessanta ha attuato il più vasto programma in Europa di riqualificazione urbana. Sono stati costruiti molti nuovi edifici nel centro della città, compreso il premiato Selfridges building, struttura avveniristica dalla forma irregolare coperta da migliaia di dischi riflettenti, la riqualificazione del Brindleyplace e il centro di ricerca scientifica e tecnologica del Millennium Point.

## Politica

Bandiera del consiglio comunale

Il Birmingham City Council è la più popolata autorità municipale della Gran Bretagna, a seguito della riorganizzazione dei confini amministrativi del giugno 2004, con 120 consiglieri a rappresentare poco più di un milione di persone, in 40 circoscrizioni. In seguito alle elezioni amministrative del 22 maggio 2014 il Partito Laburista ha conquistato 77 consiglieri, il Partito Conservatore 31 e i Liberal Democratici 12.
Attualmente la città è governata dal Partito Laburista. Il Capo del Consiglio è Sir Albert Bore (L).
Birmingham è rappresentata alla Camera dei Comuni da dieci deputati. Di questi otto sono laburisti, uno conservatore e uno liberal-democratico.

## Parrocchie civili
L'unica parrocchia civile del distretto è New Frankley.

## Monumenti e luoghi di interesse

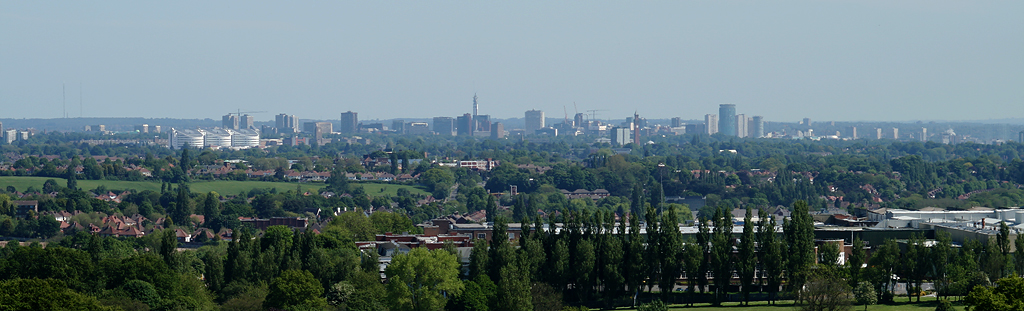
Panorama di Birmingham, visto da Lickey Hills, con Longbridge in primo piano.

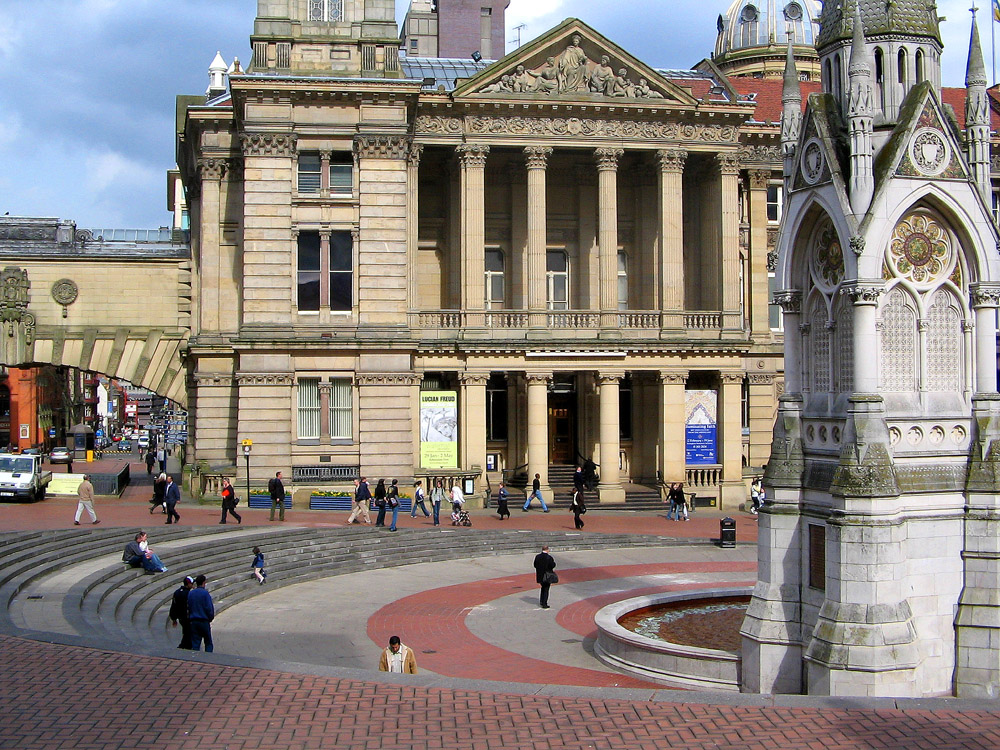
Chamberlain Square

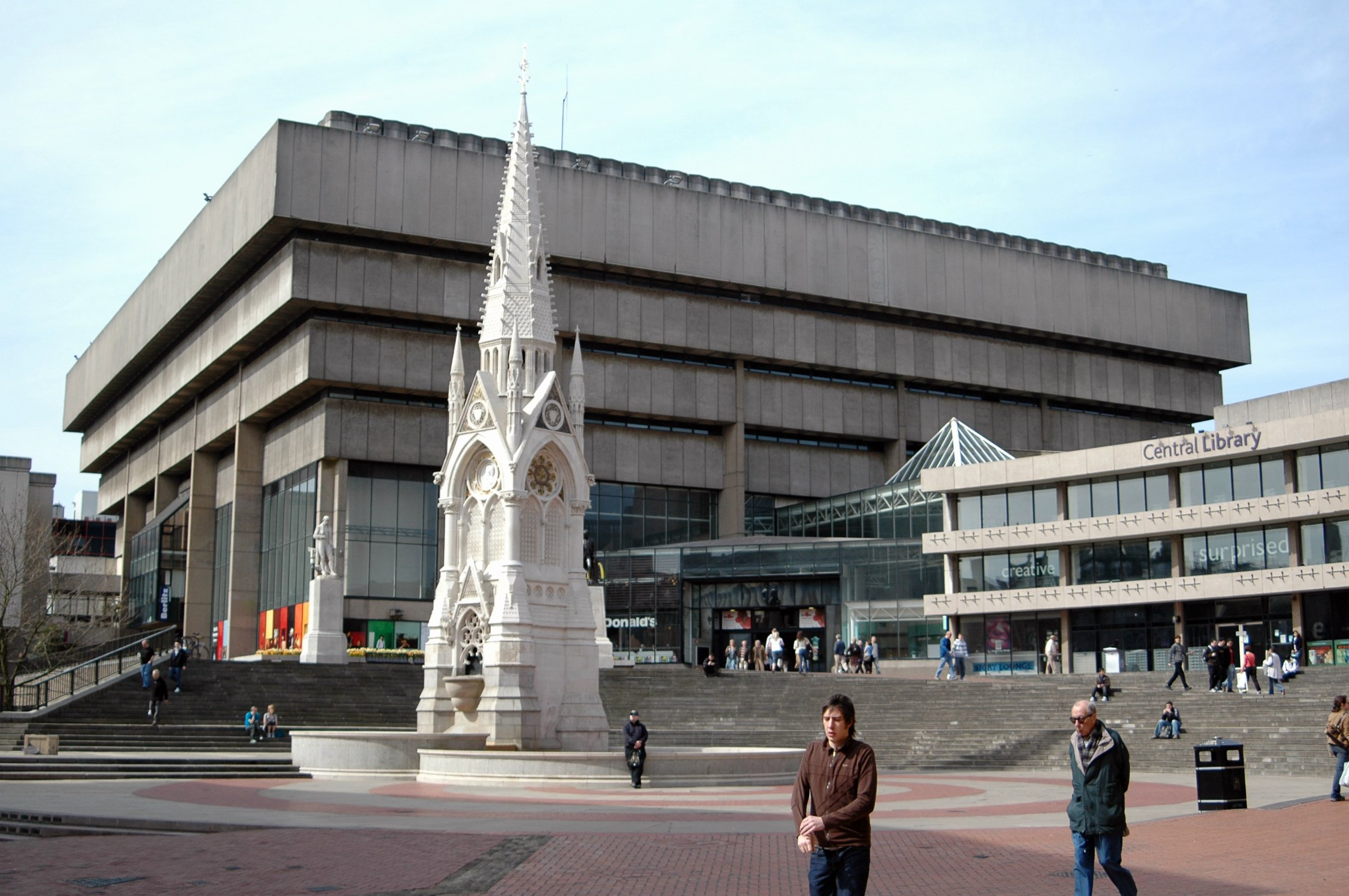
Birmingham Central Library

- Birmingham Central Library, una delle più importanti biblioteche d'Inghilterra.
- Aston Hall
- Il Villa Park, lo stadio dell'Aston Villa
- Le case Back to Back
- Il St Andrew's, lo stadio del Birmingham City F.C.
- Il Barber Institute of Fine Arts
- I Birmingham Botanical Gardens
- La Birmingham Museum & Art Gallery
- Il Birmingham Thinktank, Museo della scienza
- La Blakesley Hall
- Brindleyplace
- Cannon Hill Park
- La Centenary Square
- Chamberlain Square
- Il quartiere fieristico
- L'orto botanico
- Il Gun Quarter, una delle più importanti comunità di produttori d'armi della Gran Bretagna
- Il Jewellery Quarter, una delle maggiori concentrazioni di gioiellerie d'Europa
- Il Midlands Arts Centre (mac)
- Il National Sea Life Centre
- Il Sarehole Mill
- La St Philip's Cathedral
- Sutton Park
- La Victoria Square

## Infrastrutture e trasporti

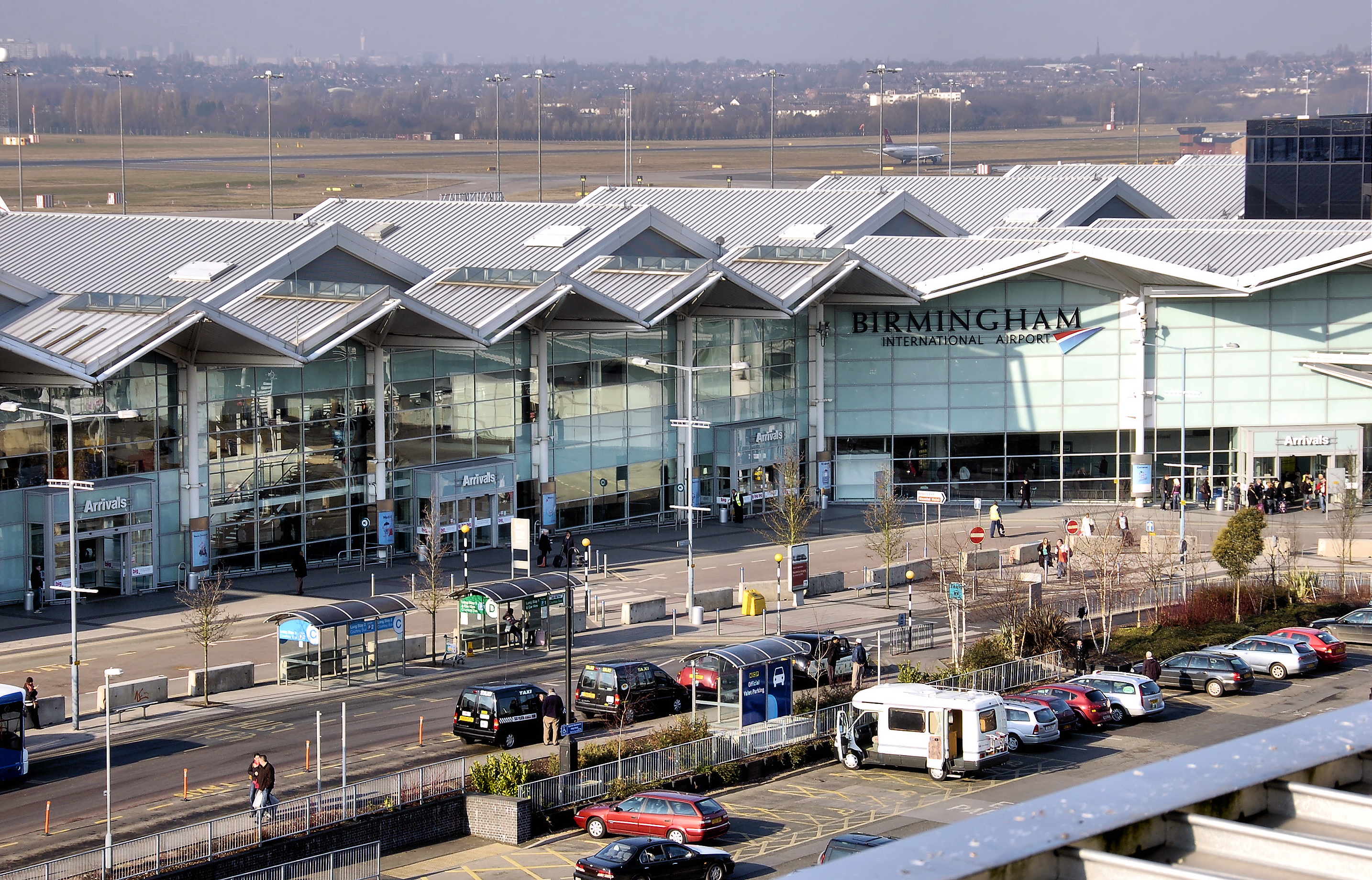
Aeroporto di Birmingham.

Grazie in parte alla sua posizione geografica, Birmingham è un importante nodo stradale, è una delle città con più popolazione e il maggior numero di canali di navigazione interna. È collegata con molte importanti vie di comunicazione stradali: l'autostrada M5 (Motorway M5), l'autostrada M6, l'autostrada M6 Toll (a pagamento), l'autostrada M40 e l'autostrada M42. L'uscita 6 della M6 è probabilmente lo svincolo autostradale più famoso del Regno Unito, per la sua complessità è detta Spaghetti Junction.
Il sistema di trasporto pubblico locale si basa su autobus, treni locali e tram metropolitani (il sistema di treni leggeri Midland Metro che collega il centro con la città di Wolverhampton). I percorsi delle circolari di autobus 11A e 11C sono i più lunghi d'Europa.
La stazione principale, la stazione di Birmingham New Street, si trova centro della rete ferroviaria nazionale, invece la stazione di Birmingham Moor Street è il capolinea dei treni provenienti dalla stazione di Marylebone mentre la stazione di Birmingham International collega la città con l'aeroporto, da cui partono voli verso diverse città europee, asiatiche e nordamericane.
Un'altra caratteristica importante di questa città è il sistema di canali, in passato linfa vitale per le industrie ed ora utilizzati a fini turistici e ricreativi. Esistono 60 chilometri di canali in città, la maggior parte ancora navigabili, più che a Venezia che ne possiede 41, anche se, a dire il vero, Birmingham è molto più estesa della città della laguna e la tipologia dei suoi canali è molto differente.

## Istruzione

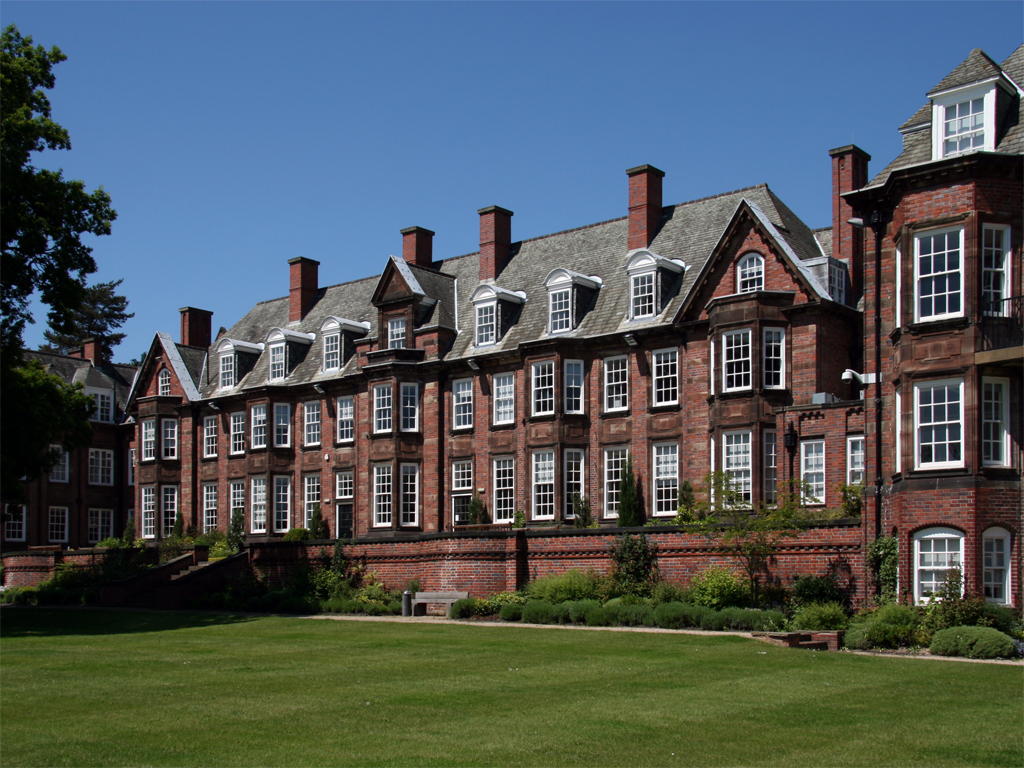
Università di Birmingham

Birmingham è sede di tre università: la Aston University, la University of Birmingham, e la Birmingham City University (ex UCE - University of Central England). È anche sede di due prestigiosi college: il Newman College e l'University College Birmingham chiamato fino al 2007 Birmingham College of Food, Tourism and Creative Studies. Il Birmingham Conservatoire e la Birmingham School of Acting, entrambi parte dell'UCE, offrono un elevato standard di educazione nel campo delle arti.
Il consiglio municipale è la maggiore autorità educativa locale d'Inghilterra, direttamente o indirettamente responsabile delle 25 nursery school (asili), delle 328 primary school (scuole elementari), delle 77 secondary school (scuole secondarie) e delle 29 special school (scuole speciali). Inoltre gestisce il servizio di biblioteca con 4 milioni di visitatori annuali, e 4 000 corsi.
Una minoranza di bambini della città riceve una educazione privata. La Kings Edward's School, fondata nel 1552 da Edoardo VI d'Inghilterra, annovera tra i suoi studenti più insigni J. R. R. Tolkien, autore de Il Signore degli anelli, e Sir Maurice Wilkins (Premio Nobel per la Medicina 1962). La Kings Edward's School è tra le più rinomate scuole del Regno Unito e, forse, la più prestigiosa della città.

## Sport
Nel 1745 esisteva già in città un club di cricket, ed oggi vi ha sede il prestigioso Warwickshire County Cricket Club il cui campo di Edgbaston è sede di incontri internazionali.
Si tengono incontri internazionali di atletica allo stadio Alexander a Perry Barr, sede del club di atletica Brichfield Harriers, che annovera tra i suoi membri presenti e passati diversi medagliati olimpici.
Il National Indoor Arena, (NIA) è il principale stadio coperto e ha ospitato nel 2003 sia il 9º Campionato Mondiale Indoor di atletica leggera, che il campionato mondiale indoor di badminton. Il primo incontro di tennis della storia fu disputato ad Edgbaston nel 1859, e qui si tengono ancora incontri internazionali di tennis, all'Edgbaston's Priory Club.
La città è anche sede di due dei più antichi e prestigiosi club professionistici di calcio inglesi: l'Aston Villa e il Birmingham City F.C.. Entrambi hanno militato nella Premier League. La prima lega di calcio professionistica fu fondata ad Aston il 22 marzo 1888 sotto gli auspici di William Mc Gregor, dirigente dell'Aston Villa.
A Birmingham hanno sede anche diversi club professionistici di sport considerati minori, come il rugby, con il Moseley Rugby Football Club, e ancora pallacanestro, pugilato, hockey su prato, corse di cani (levrieri). La città è stata anche insignita dal Consiglio dello sport inglese del titolo di National City of Sport.

## Gastronomia
Birmingham possiede molti pub, bar e locande (inn) in stile vittoriano, tra cui l'Old Crown sorto attorno al 1450, e a Digbeth l'Anchor Inn inaugurato nel 1797, nonché diversi marchi alimentari e alcune fabbriche di birra.

## Arte e cultura

### Musica leggera

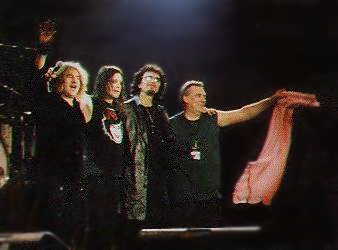
I Black Sabbath

Birmingham ha avuto nell'ultimo mezzo secolo una storia musicale varia e palpitante.
Nel 1960 il Brum Beat era un tipico e caratteristico blues del luogo, una sorta di rock progressivo prima maniera, che ha visto emergere band come lo Spencer Davis Group, i Traffic, i The Move, e i The Moody Blues.
La città è stata spesso descritta come la culla dell'Heavy metal: gruppi come i Judas Priest e i Black Sabbath sono infatti originari di Birmingham (questi ultimi sono precisamente di Aston). I fondatori dei Led Zeppelin Robert Plant e John Bonham provengono da località vicine, e hanno suonato nella locale Brum Beat Band prima di formare il gruppo diventato famoso a livello mondiale. Anche il death metal ha visto nascere in questa città realtà fondamentali per lo sviluppo del genere come i Napalm Death e i Benediction.
Carl Palmer degli Emerson, Lake and Palmer e Nick Mason dei Pink Floyd sono nati a Birmingham.
Negli anni settanta gli ex membri dei The Move e dei Idle Race formarono la Electric Light Orchestra e gli Wizzard. Sempre questo periodo vide sorgere il revival britannico della musica giamaicana come reggae e ska, con gli Steel Pulse e più tardi gli UB40, i The Beat e i Musical Youth. Altra famosa brummies di questo decennio storico musicale è Joan Armatrading.
Gli anni ottanta videro la nascita della rock band dei Magnum e dei Duran Duran, probabilmente il gruppo Synth pop più famoso del mondo, e dei Dexys Midnight Runners.
Gli anni novanta videro sorgere i Charlatans, i Dogdy e gli Ocean Colour Scene. Già all'inizio degli anni ottanta la città vide un fiorente sviluppo sia della house music che del hip hop; recenti successi nelle classifiche discografiche sono venuti da Mike Skinner (o The Streets), dalla cantante di R&B Jamelia e dagli Editors.
Il jazz è molto apprezzato a Birmingham, che è sede dell'annuale International Jazz Festival, il più importante di tutta la Gran Bretagna. In città si tiene anche il popolare Party in the Park, importante festival musicale.

### Musica classica
La City of Birmingham Symphony Orchestra è l'orchestra sinfonica cittadina, famosa a livello internazionale, e ha sede presso la Symphony Hall, dove tiene frequenti concerti. Il famosissimo Birmingham Royal Ballet è l'emanazione di una delle più antiche scuole di danza a livello mondiale, la Elmhurst School for Dance.
A Birmingham si tenne dal 1784 al 1912 il Birmingham Triennal Music Festival, al tempo considerato il più importante del suo genere in tutta la Gran Bretagna. Per il festival musicisti del calibro di Felix Mendelssohn, Charles Gounod, Arthur Sullivan, Antonín Dvořák, Granville Bantock ed Edward Elgar, scrissero i loro più famosi pezzi corali.
A Birmingham vi sono altri centri musicali di prestigio: la National Indoor Arena (NIA), il CBSO Centre, l'Adrian Boult Hall (ABH) al Birmingham Conservatorire e la Birmingham Town Hall, attualmente chiusa per restauri, attiva nei concerti di musica classica e popolare fin dalla fine del XIX secolo.

### Teatri
A Birmingham vi sono molti teatri. I più importanti teatri professionistici sono l'Alexandra Theatre ("the Alex"), il Birmingham Repertory Theatre ("The Rep"), il Birmingham Hippodrome e l'Old Rep; anche il mac ed il Drum arts center ospitano rappresentazioni.
Al Fierce Festival, presso il Birmingham Repertory Theatre viene annualmente rappresentata una serie di spettacoli stravaganti recitati da compagnie locali e nazionali.

### Letteratura
J. R. R. Tolkien, Arthur Conan Doyle, Washington Irving, David Lodge, W. H. Auden, Benjamin Zephaniah, e Jonathan Coe sono gli scrittori più noti fra quelli nati o vissuti in città.

### Arti figurative

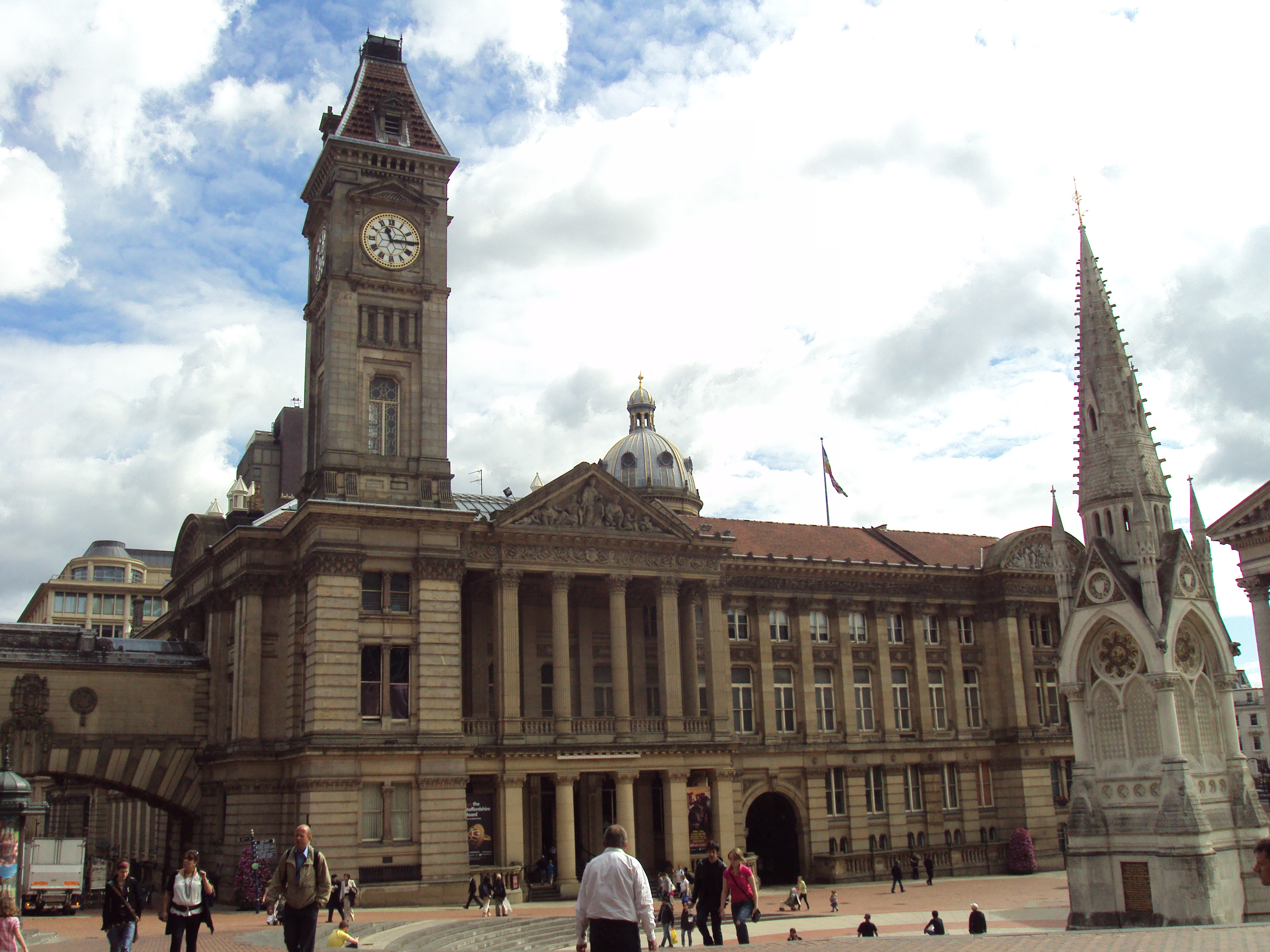
La Birmingham Museum & Art Gallery

I musei di Birmingham conservano una delle più vaste collezioni di arte preraffaellita del mondo presso il Birmingham Museum & Art Gallery: Edward Burne-Jones nacque a Birmingham dove visse fino a vent'anni, e in seguito divenne presidente della Birmingham Society of Artists. Il Barber Institute of Fine Arts venne dichiarata, dalla Good Britain Guide, "Galleria dell'anno" per il 2004.
Birmingham è la patria di altri artisti famosi: David Cox, David Bomberg, diversi artisti afro-caraibici tra cui Pogus Caesar, Keith Piper e Donald Rodney. Agli inizi degli anni ottanta si afferma per la prima volta la cultura dei "graffiti", (o "spraycan art"), di cui da allora si tiene una regolare competizione.

### Festival e mostre
La città di Birmingham è sede di molti festival nazionali, religiosi e spirituali, compreso il Saint George Party. La Birmingham Tattoo è una sfilata militare attiva in città da diversi anni. La mostra biennale in stile caraibico, tenuta ad Handsworth Park, trae origine dall'omonimo carnevale presente nella città dal 1984, viene ora tenuta ad agosto durante gli anni dispari, invadendo gioiosamente le strade di Handsworth fino al Perry Barr Park.
Il Birmingham Pride, la celebrazione cittadina del Gay pride, ha luogo nel gay village, e attrae fino a 100 000 visitatori all'anno.
La città ospita anche il festival annuale d'arte, l'Artfests, nel mese di settembre, dove il pubblico può accedere gratuitamente. Il più importante evento della durata di un giorno è la parata del St. Patrick's Day, (giorno di San Patrizio), seconda solo a quello di Dublino.

### Film e media

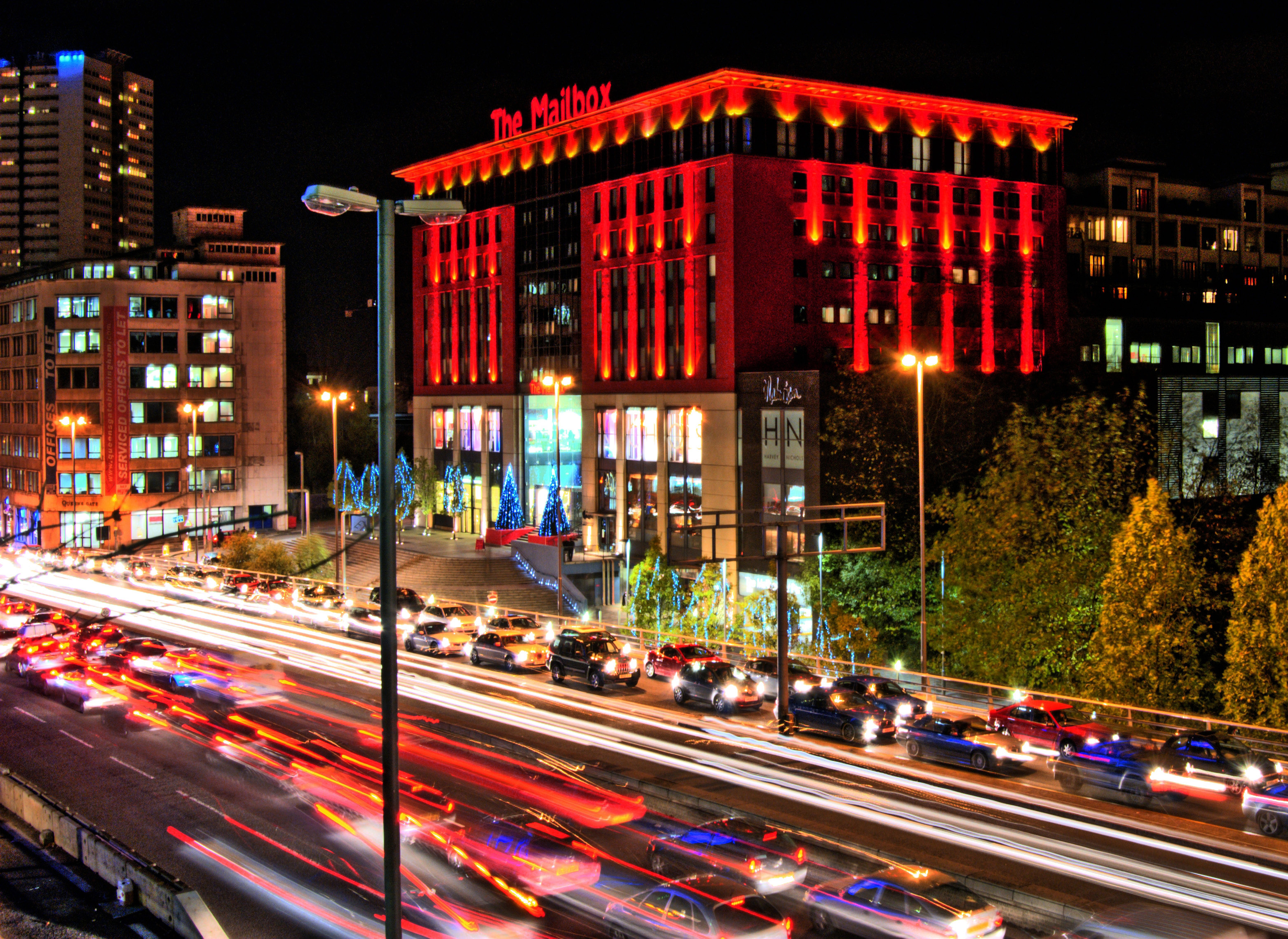
Il Mailbox, sede della BBC Birmingham

Il principale quotidiano locale è il Birmingham Mail che assieme ai settimanali Birmingham Post e Sunday Mercury fa parte del gruppo Trinity Mirror che pubblica anche il Birmingham News, un settimanale gratuito distribuito a domicilio.
L'Electric Cinema presso Station Street è il più antico cinema inglese tuttora in attività, mentre Oscar Deutsch negli anni venti aprì il primo cinema della catena Odeon a Perry Barr. Annualmente in città ha luogo il Birmingham Film Festival mentre la Birmingham School of Acting ha vinto un Royal Television Society Award per il film breve Soul Boy.
Lo StarCity viene definito come il più comodo e vasto multiplex europeo, e non è distante dal solo cinema Drive-In permanente di tutta la Gran Bretagna.
La BBC ha il suo quartier generale regionale nel Mailbox, presso il Convention Quarter. Molti programmi televisivi e radiofonici sono prodotti in città, tra cui la più longeva soap opera radiofonica del mondo, The Archers. La Central TV e i BBC Studios, sono famosi per la realizzazione di diversi programmi tra cui Tiswas, Crossroads, Dalziel and Pascoe, Midlands Today, e BBC Asian Network. Tra le radio locali si distinguono BRMB, Galaxy 102.2, Heart FM e infine Kerrang, la prima radio della città dedicata interamente alla musica rock.
A Birmingham esistono diversi media etnici, tra cui The Voice, The Sikh Times, Desi Xpress, The Asian Today e Raja TV, tutte con sede nel Mailbox.
Nella Birmingham del 1919 è ambientata la serie televisiva Peaky Blinders.

## Scienza e invenzioni
Il grande dinamismo della città ha prodotto importanti invenzioni: l'Illuminazione a gas, il carattere Baskerville, i questionari, la gommapiuma, il magnetron (il principale componente dello sviluppo del radar e del forno a microonde), la galvanoplastica, la prima radiografia realizzata in un'operazione chirurgica, e il primo intervento di correzione del difetto del setto interatriale della Gran Bretagna, presso il Birmingham Children's Hospital.

## Amministrazione

### Gemellaggi
Birmingham è gemellata con:
- Canton[33]
- Chicago
- Francoforte sul Meno[34]
- Johannesburg
- Lione[35]
- Lipsia
- Milano, dal 1974[36]